# Dortmund-Kruckel (przystanek kolejowy)
Dortmund-Kruckel – przystanek kolejowy w Dortmundzie, w kraju związkowym Nadrenia Północna-Westfalia, w Niemczech. Przystanek został otwarty w 1897. Znajdują się tu 2 perony.